# 37e division SS Lützow
Pour les articles homonymes, voir 37e division.
La 37e division SS « Lützow » était une division de cavalerie de la Waffen-SS durant la Seconde Guerre mondiale. La désignation exacte était en allemand 37. SS-Freiwilligen Kavallerie Division. Son surnom était Lützow.

## Liste des commandants successifs
| Début        | Fin       | Grade                  | Nom               |
| ------------ | --------- | ---------------------- | ----------------- |
| février 1945 | mars 1945 | SS-Oberführer          | Waldemar Fegelein |
| Mars 1945    | Mars 1945 | SS-Obersturmbannführer | Karl Gesele       |
| Mars 1945    | mai 1945  | SS-Obersturmbannführer | Karl-Heinz Keitel |

## Ordres de bataille
- SS-Freiwilligen-Kavallerie-Regiment 92 (SS-Sturmbannführer Karl-Heinz Keitel)
- SS-Freiwilligen-Kavallerie-Regiment 93 (SS-Obersturmbannführer Friedrichs)
- SS-Artillerie-Abteilung 37 (SS-Sturmbannführer Albert Scheuffele)
- SS-Pionier-Bataillon 37 (SS-Obersturmführer von Wanka)
- SS-Feldersatz-Bataillon 37 (SS-Sturmbannführer Ernst Imhoff)